# Cecilio Lastra
Pour les articles homonymes, voir Lastra.
Cecilio Lastra est un boxeur espagnol né le 12 août 1951 à Santander.

## Carrière
Passé professionnel en 1975, il devient champion d'Espagne des poids plumes deux ans plus tard puis champion du monde WBA de la catégorie le 17 décembre 1977 en battant aux points par décision partagée le panaméen Rafael Ortega dans sa ville de Santander. Lastra perd son titre dès le combat suivant en étant stoppé à la 13e reprise par Eusebio Pedroza le 15 avril 1978. Il met un terme à sa carrière en 1982 sur un bilan de 39 victoires, 13 défaites et 2 matchs nuls.